# Lakota (Iowa)
Pour les articles homonymes, voir Lakota.
La ville de Lakota est une localité du comté de Kossuth, situé dans l’Iowa, aux États-Unis. Elle comptait 317 habitants lors du recensement de 2000. 

## Démographie
Selon le recensement de 2000, il y avait 255 habitants, 118 ménages et 71 familles résidant dans la ville. La densité de population était de 515,3 habitants par km2. La composition raciale était composée à 98,43 % de blancs.